# 利伯蒂鎮區 (密蘇里州波林格縣)
利伯蒂鎮區（英語：Liberty Township）是位於美國密蘇里州波林格縣的一個行政鎮區。

## 地方資料
利伯蒂鎮區的面積為237.02平方千米，當中陸地面積為238.80平方千米，而水域面積為0.22平方千米。根據2020年美國人口普查的數據，當地共有人口1094人，而人口密度為每平方千米4.62人。